# Lockheed Martin C-130 Hercules
Lockheed Martin C-130 Hercules  je vojaško taktično transportno letalo ameriške korporacije Lockheed. Večnamensko letalo lahko uporablja kratko in slabo pripravljene steze za vzlet. Uporablja se za prevoz do 20 ton tovora ali do sto oboroženih vojakov ali padalcev. Poleg tega se uporablja tudi za iskanje in reševanje, medicinske prevoze, znanstveno raziskovanje, patruliranje, humanitarne namene, zračno gašenje požarov in še veliko drugih namenov. Leti preko 40 modelov v 60 državah.
Zadnja, precej izboljšana verzija C-130J je še vedno v proizvodnji. Tako je C-130 letalo z najdaljšim časom proizvodnje na svetu, 50 let. Izdelali so že več kot 2300 letal. 
V uporabo je vstopil leta 1950 in je bil od takrat vpleten v skoraj vse mednarodne konflikte.

## Zgodovina
Med Korejsko vojno leta 1950 je hitro postalo jasno, da transporterji iz druge svetovne vojne z batnimi motorji niso kos sedanjim potrebam. Ameriške zračne sile USAF so objavile razpis na novo letalo firmam Boeing, Douglas, Fairchild, Lockheed, Martin, Chase Aircraft, North American, Northrop, in Airlifts Inc. Na koncue je zmagal Lockheed.

## Zasnova
Za razliko od potniških letal so zasnovali tovorno rampo in vrata na koncu letala za lažje natovarjanje in raztovarjanje. Ta sistem Trapoklappe so prvič uporabili Nemci na Junkers Ju 252 in Ju 352 v drugi svetovni vojni. Vrata se lahko uporablja tudi za metanje padalcev in tovora s padalom v letu. Hercules lahko odvrže tudi največjo ameriško nejedrsko bombo BLU-82 Daisy Cutter.
Hercules je podoben C-123 Provider s podobnim krilom, in tovornimi vrati, ki so jih razvili iz Chase XCG-20 Avitruc. Slednji je bil sam razvit iz tovornega jadralnega letala.
Novost so turbopropelerski motorji Allison T56, razviti posebej za Herculesa. V tedanjem časa so bili turbopropelerski motorji redki in so ponudili večjo moč in večji doseg. Na voljo so bili tudi reaktvini motorji, ki so dosegali večje hitrosti vendar večjo porabo goriva. Lockheed je pozneje razvil s temi motorji neuspešno potniško letalop Lockheed L-188 Electra in pozneje uspešni Lockheed P-3 Orion za patruliranje morja.

## Uporabniki
- ZDA
- Združeno kraljestvo
- Avstralija
- Italija